# اس-آدنوزیل متیونین
اس-ادنوزیل متیونین (به انگلیسی: S-Adenosyl methionine) با فرمول شیمیایی C۱۵H۲۲N۶O۵S+ یک ترکیب شیمیایی با شناسه پاب‌کم ۹۸۶۵۶۰۴ است که جرم مولی آن ۳۹۸٫۴۴ g/mol می‌باشد. این مولکول یکی از کوآنزیم‌های واکنش‌های سلولی (به ویژه در باکتری‌ها) جهت انتقال گروه متیل می‌باشد.

## آثار درمانی

### در درمان افسردگی
در یک بررسی که نتایج آن در ژورنال روان‌پزشکی آمریکا منتشر شده‌است، جرج پاپکوستاس، سرپرست این پژوهش و روان‌پزشک در دانشکده پزشکی هاروارد، مکمل SAMe را به تعدادی از افراد مبتلا به اختلال افسردگی عمده که با درمان ضدافسردگی بهبود نیافته بودند، دادند. نتایج این پژوهش نشان داد که افزودن مکمل اس-آدنوزیل متیونین، یا SAMe به درمان دارویی ضدافسردگی در بیماران مبتلا به افسردگی عمده، نسبت به بیمارانی که علاوه بر داروهای معمول‌شان یک داروی بی‌اثر (دارونما) دریافت می‌کردند، باعث بهبودی بیشتر بیماران گروه اول شد.